# Rivnopillea, Huleaipole
Rivnopillea (în ucraineană Рівнопілля) este localitatea de reședință a comunei Rivnopillea din raionul Huleaipole, regiunea Zaporijjea, Ucraina.

## Demografie
Componența lingvistică a localității Rivnopillea
     Ucraineană (91,79%)
     Rusă (6,72%)
Conform recensământului din 2001, majoritatea populației localității Rivnopillea era vorbitoare de ucraineană (91,79%), existând în minoritate și vorbitori de rusă (6,72%).